# Carrancas
Carrancas là một đô thị thuộc bang Minas Gerais, Brasil. Đô thị này có diện tích 727,822 km², dân số năm 2007 là 4015 người, mật độ 4,7 người/km².